# 河上彥齋
河上彥齋（日语：／ Kawakami Gensai，1834年12月25日（天保五年十一月廿五）—1872年1月13日（明治四年十二月初四）），日本幕末時期至明治時代初期尊王攘夷派的日本武士和熊本藩士。諱玄明。幕末四大人斬之一。

## 生涯
文久三年（1863年）30歳時，被同格的幹部宮部鼎藏選拔為熊本藩親衛兵。一般被人稱為「人斬彥齋」，彥齋所斬殺過的人物確實有佐久間象山，但以後斬殺了幾個人卻沒有明確的流傳下來。其身高五尺多（150厘米）身材瘦小但皮膚白皙，據說初次見面的人會誤會他是女性。而彥齋的劍術為我流，被傳為是單手拔刀的高手（單膝跪在地面上以那樣的低姿勢使出逆袈裟斬來攻擊）。
不過也有說法認為他修行的劍術是伯耆流。而這個說法的根據，為當時熊本藩最盛行的拔刀術就是伯耆流，並且有人提出彥齋所使用的劍術雖然和伯耆流有些不同但大多有著一樣的招式，所以用這個為理由來證明。但除了在白天公然的暗殺了佐久間象山以外，就完全沒有殘留其他關於他使用什麼劍術的跡象。因此他可能是幕末四大人斬裡面最令人害怕的人。
在「八月十八日政變」之後，彥齋前往長州。在長州擔任三條實美的護衛。元治元年（1864年）6月的池田屋騷動後，彥齋為了要幫在事件中死去的宮部鼎藏復仇於是再次前往京都企圖討伐新選組。7月11日，彥齋暗殺了公武合體派的開國論者佐久間象山。但從暗殺象山以後，彥齋就沒再進行暗殺的行動了。
第二次長州征伐時，參加長州軍，為長州軍增加勝利的機會。慶應三年（1867年）歸藩，但由於那時熊本藩為佐幕派所掌權，彥齋因此而下獄。所以當大政奉還、王政復古、鳥羽伏見之戰等重大事件發生時，彥齋都是在獄中度過。慶應四年（1868年）2月彥齋出獄，而佐幕派的熊本藩想利用彥齋踏上維新的浪潮，但遭彥齋的拒絕，不過他直到最後都沒有脫藩。
明治維新後，走向開國政策的新政府相當害怕彥齋會提出攘夷的建議。而且彥齋回到熊本後也被懷疑和二卿事件有關（意圖推翻明治政府的事件），然後他又被懷疑是暗殺參議員廣澤真臣以及大村益次郎的兇手，於是先被熊本藩逮捕並且送到江戶，之後於明治4年12月4日（1872年1月13日）在日本橋小傳馬町遭到斬首。但是前述的暗殺事件和彥齋並無關係，所以一般認為是因為彥齋不遵守明治政府的政策方針，被視為是危險的攘夷論份子而因此被殺，但也有這是熊本藩為了要壓制彥齋等勤皇份子而陷害他的說法。
彥齋的絕命詩為
其戒名為『應觀法性居士』。墳墓在池上本門寺(也有他在東京有兩個墓地的說法)。另外京都的妙法院以及熊本的櫻山神社都各有一個他的墓碑。

## 逸話
在志士集會的時候，酒席上大家批評了一位幕臣。並且紛紛說出「絕不原諒這傢伙」、「砍了他」等話，而這些喝了酒的志士們因為這樣講著講著而怒氣上身，河上彥齋同時也在那個場合。這時聽到這些話的彥齋暫時離開了座位，然後據說當大家還在講這個話題時，彥齋已經提了這個幕臣的頭回來了。

## 藝術形象
- 漫畫《神劍闖江湖》（浪客劍心）的主角緋村劍心，即是以河上彥齋為原型所創作出來的人物。
- 在漫畫《銀魂》中，有位幫倒幕派工作的劍客河上萬齊，而他的名字由來就是河上彥齋。